# Partido de La Plata
Partido de La Plata är en kommun i Argentina.   Den ligger i provinsen Buenos Aires, i den östra delen av landet, 50 km sydost om huvudstaden Buenos Aires. Antalet invånare är 774 369. Huvudorten är La Plata.
Trakten runt Partido de La Plata består till största delen av jordbruksmark. Runt Partido de La Plata är det tätbefolkat, med 683 invånare per kvadratkilometer.